# قایق بادی

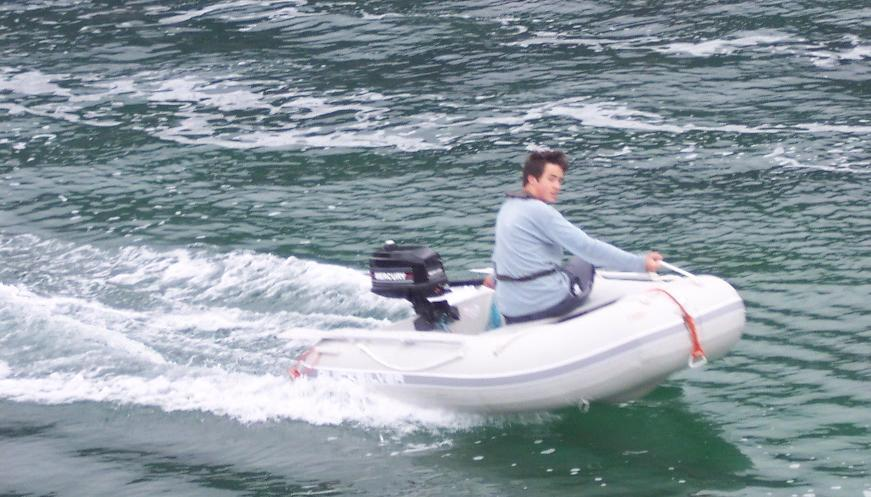
یک قایق بادی موتوری

قایق بادی گونه‌ای قایق سبک است که همه یا بخشی از بدنه آن از محفظه‌های نرم و انعطاف‌پذیری تشکیل شده‌است که پر از گاز یا هوا است.
برخی از قایق‌های بادی را می‌توان از هم جدا کرد و در حجم کمی بسته‌بندی کرد تا بتوان آنها را به راحتی حمل کرد. قایق، زمانی که باد می‌شود، توسط یک مانع قابل جابجایی تاشو در مسیرهای متقاطع سفت نگه داشته می‌شود. این ویژگی باعث می‌شود این قایق‌ها برای کشتی‌های غریق برای قایق‌ها یا هواپیماهای بزرگتر و برای مقاصد مسافرتی یا تفریحی مناسب باشند.
شما میتوانید انواع قایق بادی را با ضمانت اصالت و سلامت کالا از وبسایت دنیای اینتکس با خیال راحت خریداری نمایید.